# Пановци
Пановци (словен. Panovci, мађ. Úriszék) су насељено место у општини Горњи Петровци, Помурска регија, Словенија.

## Историја
До територијалне реорганизације у Словенији били су у саставу старе општине Мурска Собота.

## Становништво
У попису становништва из 2011. године, Пановци су имали 40 становника.
| Број становника према пописима | Број становника према пописима | Број становника према пописима |
| ------------------------------ | ------------------------------ | ------------------------------ |
| 1991                           | 2002                           | 2011                           |
| 51                             | 30                             | 40                             |